# Yamaha XTZ 750
Yamaha XTZ 750 SuperTénéré - мотоцикл подвійного призначення, що серійно випускався Yamaha з 1989 по 1996 рік. Назва  походить від пустелі Ténéré, небезпечної місцевості по якій проводиться ралі Париж-Дакар. По суті є реплікою легендарного ралійного мотоцикла Yamaha SuperTénéré, який сім разів перемагав на ралі Париж-Дакар, деякі роки займаючи всі три місця на подіумі переможців.
Мотоцикл почав розроблюватися в 1987 року, і в ньому були втілені революційні рішення. Рядний, двохциліндровий двигун, з п'ятьма клапанами на один циліндр. Циліндри були нахилені до землі.
Поряд з існуючими в той час варіаціями двохциліндрових двигунів (опозитний у BMW, та V-подібний у HONDA), конструкція Yamaha з нахиленим твіном вигравала у вазі та нижчому центрі тяжкості. Це рішення по компоновці двигуна, двадцять років потому, можна помітити в новинках сучасних мотоциклів, таких як HONDA CRF1000L AFRICA TWIN (випускається з 2015 року), та BMW GS800GS  (випускається з 2008 року).
Концепція двигуна є тим, що Yamaha називає дженезіс (Genesis) мислення, забір повітря відбувається фільтром розташованим під бензобаком, потрапляє до карбюраторів які розташовані горизонтально, і далі суміш тече до двигуна, котрий встановлений під кутом нахилу 45 градусів.
Yamaha XTZ 750 SuperTénéré швидко завоювала популярність у Європі, з 1989 по 1998 рік було продано 36902 мотоциклів, а також в Японії з 1990-1997 продано 584 штук.
На базі двигуна XTZ 750 був розроблений популярний мотоцикл Yamaha TDM850  що був сумішшю ендуро і стріт байка, який започаткував новий клас "універсальних" мотоциклів, які тільки в останній час почали масово з’являтися у всіх мотовиробників.
Продовженням серії  SuperTénéré в 2010 році став Yamaha XT1200 Z  SuperTénéré, який втратив ендуро характеристики свого попередника, і став ближче до класу "паркетників".
XTZ 750 має чудові характеристики для подорожей бездоріжжям на дуже далекі відстані.
| Модель:                                               | Yamaha XTZ 750 SuperTénéré                               |
| ----------------------------------------------------- | -------------------------------------------------------- |
| Рік випуску:                                          | 1989-1996                                                |
| Тип:                                                  | Подвійного призначення                                   |
| Двигун                                                |                                                          |
| Робочий об’єм:                                        | 749                                                      |
| Тип:                                                  | Паралельний твін, 4-тактний, DOHC, 5 клапанів на циліндр |
| Охолодження:                                          | Водяне                                                   |
| Потужність:                                           | 70 hp / 54 kW @ 7500 rpm                                 |
| Обертовий момент:                                     | 68 Nm / 50.2 ft/lbs @ 6750 rpm                           |
| Компресія:                                            | 9.5:1                                                    |
| Діаметр х Ход поршня:                                 | 87 x 63 mm                                               |
| Паливна система:                                      | 2x 38mm MIKUNI BDST 38                                   |
| Запалювання:                                          | TCI (Transistor Controlled Ignition)                     |
| Свічки запалення:                                     | NGK, DPR8EA-9                                            |
| Система змащування:                                   | Сухий картер                                             |
| Повна ємність маслобаку :                             | 4,4 л.                                                   |
| Повна системи охолодження :                           | 1,7 л.                                                   |
| Коробка передач:                                      | 5-ти ступінчата                                          |
| Розміри                                               |                                                          |
| Висота:                                               | 1505 mm                                                  |
| Дліна:                                                | 2285 mm                                                  |
| Ширина:                                               | 815                                                      |
| Висота по сідлу:                                      | 865 mm                                                   |
| Вага суха                                             | 195 кг.                                                  |
| Вага споряджена (заповнений бак пального та маслобак) | 226 кг.                                                  |
| Ходова                                                |                                                          |
| Передня вилка:                                        | Телескопічна 235mm ходу                                  |
| Кут нахилу передньї вилки:                            | 26.5 °                                                   |
| Винос вилки:                                          | 101 mm                                                   |
| Задній амортизатор                                    | Моноамортизатор 215mm ходу, прогресивна система.         |
| Інше                                                  |                                                          |
| Ємність бензобаку:                                    | 26 л.                                                    |
| Передня покришка:                                     | 90/90-21                                                 |
| Задняя покришка:                                      | 140/80-17                                                |
| Переднє гальмо:                                       | Два 245mm диска                                          |
| Заднє гальмо:                                         | Один 236mm диск                                          |
| Розгін ¼ милі:                                        | 12.8 sec / 162.1 km/h                                    |
| Максимальна швидкість:                                | 192 km/h                                                 |